# Athena (musikgrupp)
Athena är ett skaband från Istanbul i Turkiet. Bandet deltog i Eurovision Song Contest 2004 med låten "For Real" och slutade på fjärdeplats.

## Bandmedlemmar
Nuvarande medlemmar
- Gökhan Özoğuz – sång (1987– )
- Hakan Özoğuz – sång, gitarr (1987– )
- Umut Arabacı – basgitarr (2010– )
- Emre Ataker – keyboard (2011– )
- Sinan Tinar – trummor (2013– )

Tidigare medlemmar
- Turgay Gülaydın – trummor, bakgrundssång (1990–2002)
- Asrın Tuncer – sång (1990–1993)
- Ferit Tunçer – sång (1991–1993)
- Ozan Karaçuha – basgitarr, bakgrundssång (1993–2002)
- Canay Cengen – basgitarr (2002–2003)
- Doğaç Titiz – trummor (2002–2004)
- Ozan Musluoğlu – kontrabas, basgitarr (2003–2007)
- Burak Gürpınar – trummor (2004–2007)
- Alican Tezer – trummor (2010–2013)

## Diskografi
- 1993 – One Last Breath
- 1998 – Holigan
- 2000 – Tam Zamanı Simdi
- 2001 – Mehteran Seferi
- 2002 – Herşey Yolunda
- 2004 – For Real
- 2004 – Us
- 2005 – Athena
- 2006 – It
- 2007 – Fenerbahce 100. Yil
- 2010 – Pis
- 2014 – Altüst